# Episodi di NCIS: Los Angeles (terza stagione)
La terza stagione della serie televisiva NCIS: Los Angeles è stata trasmessa in prima visione negli Stati Uniti d'America dalla CBS dal 20 settembre 2011 al 15 maggio 2012, ottenendo un'audience media di 16 011 000 telespettatori, risultando così la serie tv più seguita della stagione televisiva statunitense.
In Italia la stagione è attualmente trasmessa in prima assoluta da Rai 2 dal 9 marzo 2012. La prima parte (episodi 1-10) è stata trasmessa fino al 18 maggio 2012, mentre la seconda parte (episodi 11-24) è stata trasmessa dal 17 settembre 2012 al 3 dicembre 2012.
| nº | Titolo originale         | Titolo italiano        | Prima TV USA      | Prima TV Italia   |
| -- | ------------------------ | ---------------------- | ----------------- | ----------------- |
| 1  | Lange, H.                | Déjà vù                | 20 settembre 2011 | 9 marzo 2012      |
| 2  | Cyber Threat             | Cibernetica            | 27 settembre 2011 | 16 marzo 2012     |
| 3  | Backstopped              | Ostilità               | 4 ottobre 2011    | 23 marzo 2012     |
| 4  | Deadline                 | All'ultimo minuto      | 11 ottobre 2011   | 30 marzo 2012     |
| 5  | Sacrifice                | Il caso Charlene       | 18 ottobre 2011   | 13 aprile 2012    |
| 6  | Lone Wolf                | Il lupo solitario      | 25 ottobre 2011   | 20 aprile 2012    |
| 7  | Honor                    | Giochi di potere       | 1º novembre 2011  | 27 aprile 2012    |
| 8  | Greed                    | Avidità                | 8 novembre 2011   | 4 maggio 2012     |
| 9  | Betrayal                 | Non mi vedrai più      | 15 novembre 2011  | 11 maggio 2012    |
| 10 | The Debt                 | Il debito              | 22 novembre 2011  | 18 maggio 2012    |
| 11 | Higher Power             | Massima potenza        | 13 dicembre 2011  | 17 settembre 2012 |
| 12 | The Watchers             | Gli osservatori        | 3 gennaio 2012    | 24 settembre 2012 |
| 13 | Exit Strategy            | Strategia d'uscita     | 10 gennaio 2012   | 1º ottobre 2012   |
| 14 | Partners                 | Partners               | 7 febbraio 2012   | 8 ottobre 2012    |
| 15 | Crimeleon                | Il camaleonte          | 14 febbraio 2012  | 15 ottobre 2012   |
| 16 | Blye, K., Part 1 e 2     | Non era un eroe        | 21 febbraio 2012  | 22 ottobre 2012   |
| 17 | Blye, K., Part 1 e 2     | Ovunque tu sarai       | 28 febbraio 2012  | 29 ottobre 2012   |
| 18 | The Dragon and the Fairy | Il drago e la fata     | 20 marzo 2012     | 5 novembre 2012   |
| 19 | Vengeance                | Il traditore           | 27 marzo 2012     | 12 novembre 2012  |
| 20 | Patriot Act              | Terroristi             | 10 aprile 2012    | 19 novembre 2012  |
| 21 | Touch of Death           | Il tocco della morte   | 1º maggio 2012    | 25 novembre 2012  |
| 22 | Neighborhood Watch       | Un tranquillo vicinato | 8 maggio 2012     | 26 novembre 2012  |
| 23 | Sans Voir, Part 1 e 2    | Scacco, 1 e 2 parte    | 15 maggio 2012    | 3 dicembre 2012   |
| 24 | Sans Voir, Part 1 e 2    | Scacco, 1 e 2 parte    | 15 maggio 2012    | 3 dicembre 2012   |

## Déjà vù
- Titolo originale: Lange, H.
- Diretto da: Tony Wharmby
- Scritto da: Shane Brennan

### Trama
Mentre la squadra viaggia in Romania per la ricerca di Hetty, Callen scopre nuove informazioni sul suo passato.
- Ascolti USA: telespettatori 16 710 000[3]
- Ascolti Italia: telespettatori 1 905 000 - share 6,56%[4]

## Cibernetica
- Titolo originale: Cyber Threat
- Diretto da: Dennis Smith
- Scritto da: R. Scott Gemmill

### Trama
OSP e NSA conducono un'operazione congiunta per prevenire un attacco cibernetico al Dipartimento della Difesa.
- Ascolti USA: telespettatori 16 260 000[5]
- Ascolti Italia: telespettatori 2 207 000 - share 7,72%[6]

## Ostilità
- Titolo originale: Backstopped
- Diretto da: Terrence O'Hara
- Scritto da: Dave Kalstein e Shane Brennan

### Trama
Il Capo delle Operazioni Lauren Hunter alterna le squadre investigative durante un'indagine per la morte di un Marine deceduto dopo un'esplosione.
- Ascolti USA: telespettatori 14 780 000[7]
- Ascolti Italia: telespettatori 2 102 000 - share 7,36%[8]

## All'ultimo minuto
- Titolo originale: Deadline
- Diretto da: Kate Woods
- Scritto da: Gil Grant

### Trama
Mentre Hetty ritorna al lavoro, la squadra indaga su una morte collegata ad un movimento di resistenza libico. Intanto Hetty rivela a Callen nuove informazioni riguardanti sua madre e il perché, in passato, la conosceva.
- Ascolti USA: telespettatori 15 400 000[9]
- Ascolti Italia: telespettatori 2 051 000 - share 7,53%[10]

## Il Caso Charlene
- Titolo originale: Sacrifice
- Diretto da: John P. Kousakis
- Scritto da: Joseph C. Wilson

### Trama
La polizia di Los Angeles chiede l'aiuto dell'OSP quando un caso riguardante un cartello della droga messicano è collegato a una organizzazione terroristica.
- Ascolti USA: telespettatori 15 350 000[11]
- Ascolti Italia: telespettatori 2 079 000 - share 7,18%[12]

## Il lupo solitario
- Titolo originale: Lone Wolf
- Diretto da: James Whitmore Jr.
- Scritto da: Christina M. Kim

### Trama
L'NCIS indaga sulla morte di un ex ufficiale dell'intelligence della marina.
- Ascolti USA: telespettatori 15 890 000[13]
- Ascolti Italia: telespettatori 2 223 000 - share 7,89%[14]

## Giochi di potere
- Titolo originale: Honor
- Diretto da: James Whitmore Jr.
- Scritto da: Christina M. Kim

### Trama
L'NCIS indaga sull'omicidio di un diplomatico giapponese commesso da un Marine che è stato congedato con disonore.
- Ascolti USA: telespettatori 15 520 000[15]
- Ascolti Italia: telespettatori 2 055 000 - share 7,56%[16]

## Avidità
- Titolo originale: Greed
- Diretto da: Jan Eliasberg
- Scritto da: Frank Military

### Trama
L'NCIS indaga su una banda che contrabbanda oltre confine materiali pericolosi.
- Ascolti USA: telespettatori 15 660 000[17]
- Ascolti Italia: telespettatori 2 004 000 - share 7,40%[18]

## Non mi vedrai più
- Titolo originale: Betrayal
- Diretto da: Karen Gaviola
- Scritto da: Frank Military

### Trama
La vita di Sam è in pericolo durante una missione congiunta tra CIA e NCIS in Sudan.
- Ascolti USA: telespettatori 15 150 000[19]
- Ascolti Italia: telespettatori 1 949 000 - share 7,68%[20]

## Il debito
- Titolo originale: The Debt
- Diretto da: Steven DePaul
- Scritto da: Dave Kalstein

### Trama
Dopo che Deeks uccide per errore un uomo disarmato, Hetty è costretta a cancellare la posizione di collegamento e a licenziarlo. Si scopre alla fine che è solo una copertura di Deeks ed Hetty lo riaccoglie nel NCIS. Per sostenere la copertura di Deeks, Hetty non rivela il piano a Kensi trovandosi così in debito con lei.
- Ascolti USA: telespettatori 14 100 000[21]
- Ascolti Italia: telespettatori 2 017 000 - share 7,74%[22]

## Massima potenza
- Titolo originale: Higher Power
- Diretto da: Kevin Bray
- Scritto da: Joe Sachs

### Trama
L'NCIS deve localizzare un ordigno classificato con il potere di distruggere Los Angeles che è stato rubato da un laboratorio di ricerca di un'università. Nel frattempo, Sam cerca di trovare il giusto regalo di Natale per sua figlia, mentre Eric conosce i genitori di Nell.
- Ascolti USA: telespettatori 16 400 000[23]
- Ascolti Italia: telespettatori 2 251 000 - share 7,88%[24]

## Gli osservatori
- Titolo originale: The Watchers
- Diretto da: Tony Wharmby
- Scritto da: R. Scott Gemmill

### Trama
Quando un ricercatore del Dipartimento della Difesa viene trovato morto, Nell deve mettere alla prova il suo alto quoziente intellettivo nel momento in cui va sotto copertura come sostituto. Intanto, le abilità di Hetty nel condurre la squadra vengono messe in questione dal nuovo Assistente Direttore dell'NCIS, Owen Granger.
- Ascolti USA: telespettatori 17 070 000[25]
- Ascolti Italia: telespettatori 2 158 000 - share 7,31%[26]

## Strategia d'uscita
- Titolo originale: Exit Strategy
- Diretto da: Dennis Smith
- Scritto da: Gregory Weidman

### Trama
La squadra deve trovare la persona che sta dietro all'imboscata al veicolo che sta trasportando Jada Khaled in modo da salvarla e salvaguardare il caso; Sam deve fronteggiare Khaled per la prima volta dopo il Sudan.
- Ascolti USA: telespettatori 16 600 000[27]
- Ascolti Italia: telespettatori 2 179 000 - share 7,41%[28]

## Partners
- Titolo originale: Partners
- Diretto da: Eric Laneuville
- Scritto da: Gil Grant e Dave Kalstein

### Trama
La squadra indaga su una rapina quando un pacco scompare da un furgone del dipartimento di Stato. Intanto, Callen e Sam festeggiano i cinque anni di lavoro insieme.
- Ascolti USA: telespettatori 16 270 000[29]
- Ascolti Italia: telespettatori 2 122 000 - share 6,87%[30]

## Il camaleonte
- Titolo originale: Crimeleon
- Diretto da: Terrence O'Hara
- Scritto da: Frank Military

### Trama
La squadra è a caccia di un killer internazionale con l'abilità di cambiare identità.
- Ascolti USA: telespettatori 16 150 000[31]
- Ascolti Italia: telespettatori 2 281 000 - share 7,45%[32]

## Non era un eroe
- Titolo originale: Blye, K., Part 1
- Diretto da: Jonathan Frakes
- Scritto da: Joseph C. Wilson

### Trama
Kensi viene prese in custodia dall'Assistente Direttore Granger quando vari Marines dell'unità di suo padre defunto muoiono dopo vari incidenti d'auto.
- Ascolti USA: telespettatori 15 470 000[33]
- Ascolti Italia: telespettatori 2 333 000 - share 7,67%[34]

## Ovunque tu sarai
- Titolo originale: Blye, K., Part 2
- Diretto da: Terrence O'Hara
- Scritto da: Dave Kalstein

### Trama
Kensi scappa dalla custodia del vicedirettore e quando trova il colpevole dell'assassinio del padre lo invita nella casa di sua madre lo ferisce e quando viene raggiunta dalla squadra il vicedirettore lo uccide. Kensi si riappacifica con la madre con cui non parlava da quindici anni.
- Ascolti USA: telespettatori 15 850 000[35]
- Ascolti Italia: telespettatori 2 292 000 - share 7,50%[36]

## Il drago e la fata
- Titolo originale: The Dragon and the Fairy
- Diretto da: Tony Wharmby
- Scritto da: Joe Sachs

### Trama
La squadra indaga sul tentato omicidio di un ragazzo vietnamita avvenuto davanti al suo consolato scoprendo che questo è collegato ad un'organizzazione terroristica.
- Ascolti USA: telespettatori 16 170 000[37]
- Ascolti Italia: telespettatori 2 341 000 - share 7,76%[38]

## Il traditore
- Titolo originale: Vengeance
- Diretto da: James Whitmore Jr.
- Scritto da: Frank Military

### Trama
Sam deve interrogare un gruppo di Navy SEALs per trovare il killer di un Ufficiale di marina che è stato assassinato. Il problema consiste nel fatto che il team è in procinto di partire per una missione di salvataggio e l'indagine potrebbe compromettere il risultato finale.
- Ascolti USA: telespettatori 14 750 000[39]
- Ascolti Italia: telespettatori 2 381 000 - share 7,57%[40]

## Terroristi
- Titolo originale: Patriot Act
- Diretto da: Dennis Smith
- Scritto da: Jordana Lewis Jaffe

### Trama
Mentre una maestra si dirige a scuola, urta per sbaglio un veicolo fermo davanti a lei, provocando l'esplosione della bomba chimica nascosta nel bagagliaio del guidatore; questi viene subito arrestato dall'FBI come colpevole di attentato terroristico, ma qualcosa non torna e l' NCIS deve capire cosa. Nel frattempo Nate torna in città.
- Ascolti USA: telespettatori 12 860 000[41]
- Ascolti Italia: telespettatori 2 287 000 - share 7,36%[42]

## Il tocco della morte
- Titolo originale: Touch of Death
- Diretto da: Tony Wharmby
- Scritto da: Michele Fazekas, Tara Butters e R. Scott Gemmill

### Trama
La squadra continua la ricerca del dottore che credono abbia le nove fiale di vaiolo, scoprendo però che lui voleva venderle ad un'altra persona. Intanto all'NCIS Kensi, Deeks e Hetty fanno conoscenza con il detective Danny Williams e il tenente Chin Ho Kelly della task force Five-O.
- Ascolti USA: telespettatori 15 210 000[43]
- Ascolti Italia: telespettatori 3 049 000 - share 10,33%[44]

- Nota. Si tratta della seconda parte del crossover con la serie Hawaii Five-0 che conclude la storia iniziata nell'episodio Il tocco della morte.

## Un tranquillo vicinato
- Titolo originale: Neighborhood Watch
- Diretto da: Robert Florio
- Scritto da: Christina M. Kim

### Trama
Kensi e Deeks sono sotto copertura come marito e moglie per scoprire un agente dormiente russo. Il team è convinto che ci sia una cellula terrorista nascosta nei sobborghi della città.
- Ascolti USA: telespettatori 14 560 000[45]
- Ascolti Italia: telespettatori 2 494 000 - share 8,16%[46]

## Scacco, prima parte
- Titolo originale: Sans Voir, Part 1
- Diretto da: John P. Kousakis
- Scritto da: Gil Grant

### Trama
La squadra indaga su una serie di omicidi perpetrati contro una famiglia che gestisce un'armeria. Viene ucciso anche un'agente sotto copertura. La Hunter viene fatta esplodere all'interno di una macchina ad opera de 'il camaleonte'.
- Ascolti USA: telespettatori 15 190 000[45]
- Ascolti Italia: telespettatori 2 587 000 - share 8,57%[47]

## Scacco, seconda parte
- Titolo originale: Sans Voir, Part 2
- Diretto da: Terrence O'Hara
- Scritto da: Shane Brennan

### Trama
'Il camaleonte' è sotto interrogatorio da parte di Callen, mentre gli altri componenti della squadra cercano di capire il perché delle azioni del criminale. Si scopre che ci sarà uno scambio tra 'il camaleonte' ed un analista del NSA al corrente di informazioni su un infiltrato in Iran. Durante lo scambio, Callen ferma il tutto e rivedendo le uccisioni dei suoi compagni, fa fuoco contro 'il camaleonte', uccidendolo. Callen viene arrestato dalla polizia, in quanto era presente anche la stampa.
- Ascolti USA: telespettatori 15 190 000[45]
- Ascolti Italia: telespettatori 2 587 000 - share 8,57%[47]